# Casa de Retiros Vila Fátima
A Casa de Retiros Vila Fátima, também conhecida como Casa de Retiros do Morro das Pedras é um edifício religioso, situado no Morro das Pedras, em Florianópolis, no sul da Ilha de Santa Catarina.  A colina na qual está localizada a construção, ponto conhecido como Mirante do Morro das Pedras, permite a visada direta para a praia.  O local pertence à Companhia de Jesus no Brasil. 

## Localização
O Morro das Pedras está a cerca de 22 km do centro de Florianópolis. A colina se eleva entre as praias da armação e do morro das pedras e o Parque Municipal da Lagoa do Peri.

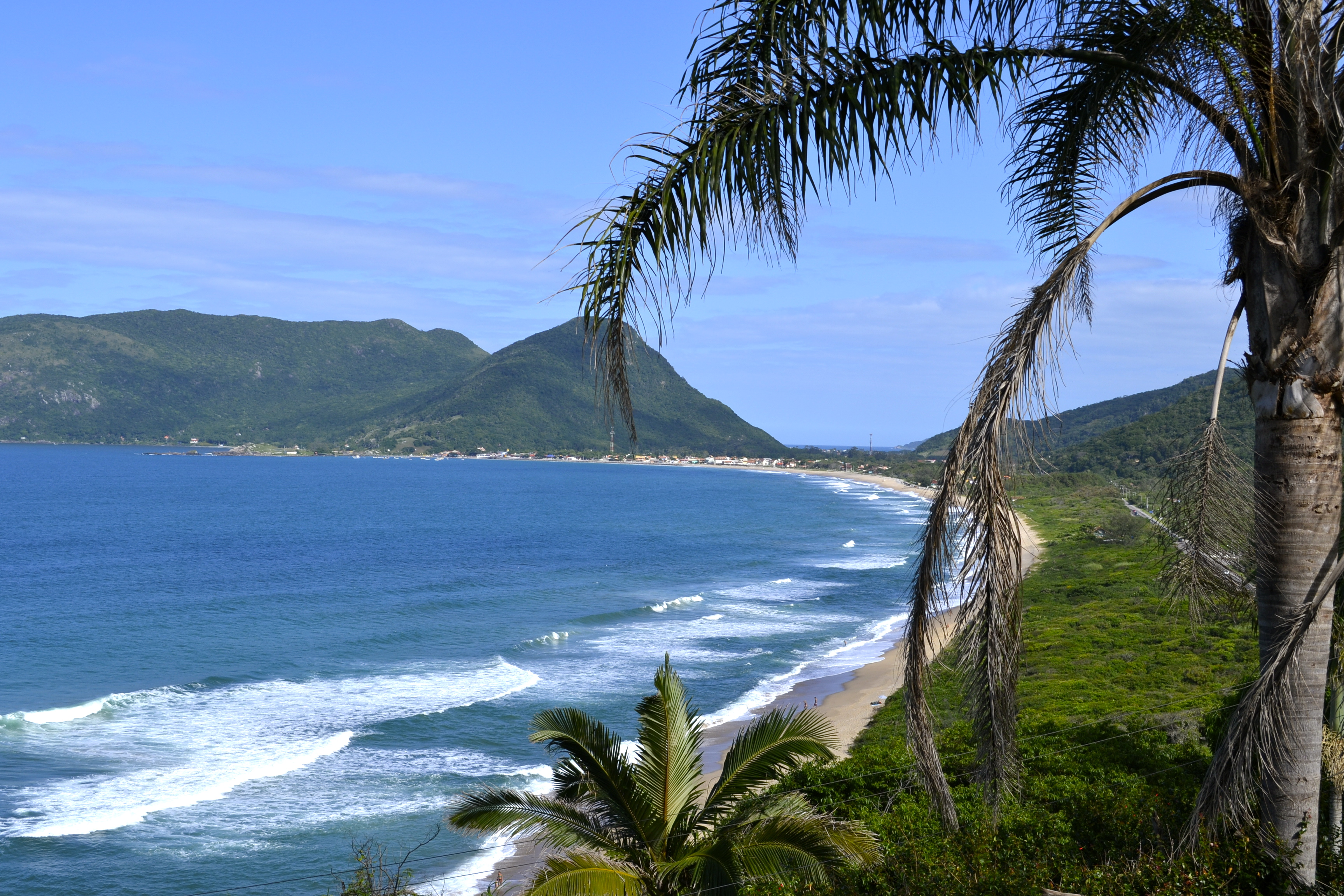
Vista da praia da armação a partir do Mirante

## História
Em 1952, o Pe. João Alfredo Rohr recomendou a construção da casa naquele local. No documento, conta que o Pe. Alberton (presumivelmente, o padre e engenheiro civil Valério Alberton) visitou o local para preparar a planta da edificação. 
A construção se deu entre os anos de 1956 e 1960. O mestre de obra foi Francisco Cadorin, o qual empregou naquela empreitada alguns de seus familiares vindos de Nova Trento e outros cidadãos da comunidade. 
Nos primeiros anos de atividades, a administração do local ficou aos cuidados das freiras da Ordem da Divina Providência, que desempenhavam papel de assistência social à comunidade. Também atuaram na casa, religiosas Franciscanas de São José e as Pequenas Missionárias. 
Em 2017, o acesso de turistas ao Mirante do Morro das Pedras foi interditado pela direção da Casa de Retiro Vila Fátima em função do elevado número de assaltos. 

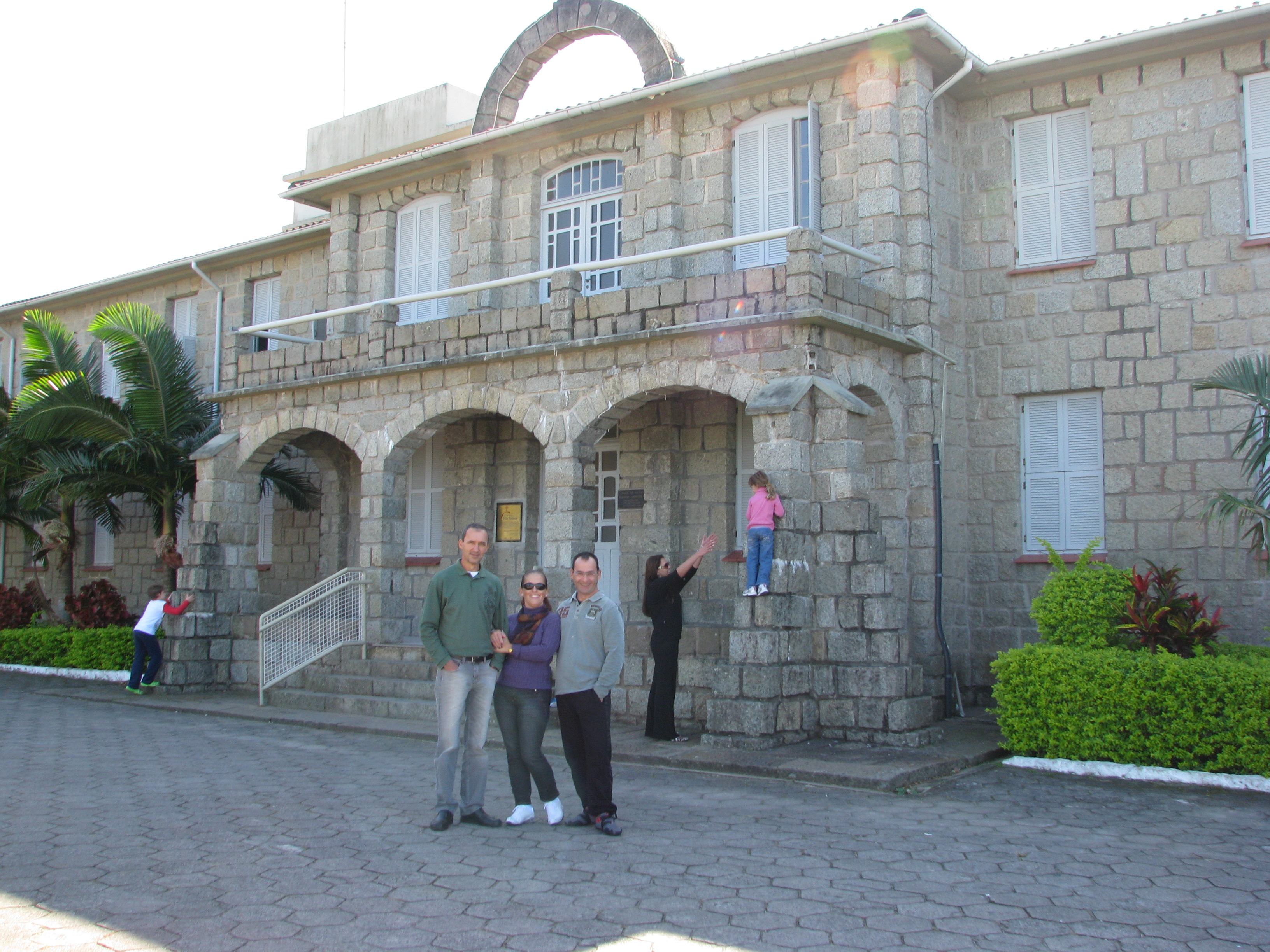
Turistas posando em frente a fachada da Casa de Retiros Vila Fátima.